# 三州足助屋敷
三州足助屋敷（さんしゅうあすけやしき）とは、愛知県豊田市足助町（旧東加茂郡足助町）にある観光施設である。

## 概要
1980年（昭和55年）に開館した。消えゆく昔の日本の暮らしや風景を提供すると共に、技術の伝承を行うことを目的としている。屋敷本体は茅葺屋根の古民家に見えるが、移築ではなく新築されたものである。運営は（株）三州足助公社が行っている。

## 特徴
民俗資料館的な施設であるが、実際に職人が鍛冶、機織、炭焼、紙すきなどの数多くの手仕事を実演している点で、他の資料館とは違う臨場感を見る者に与える。
年配から遠足の児童まで、幅広い年代の観光客が訪れるが、トヨタ自動車に日本国外から視察にやってくる外国人（一説には年間数十万人という）の一部も訪れる。
ペン画家の柄澤照文の屏風絵が不定期で展示されている。柄澤は高さ1.7メートル、幅6.4メートルに及ぶ屏風絵の公開制作を行うこともある。

## ギャラリー
- 入口
- 母屋
- 鍛冶屋
- 木地屋
- 桶屋
- 萬々館
- 工人館
- 黒牛の「こはる」
- 炭焼き
- 紙すき

## 受賞歴
2006年
- 農林水産省：第5回「むらの伝統文化顕彰」農林水産大臣賞受賞。

## 施設情報
営業時間
- 午前9時～午後5時（入場は午後4時30分まで）

休園日
- 毎週木曜日（木曜日が祝日の場合は翌日の金曜日）
- 年末年始（12月25日～1月2日）
- 6月の第三水曜日

入園料
- 大人：300円
- 小学生・中学生・高校生：100円

所在地
- 愛知県豊田市足助町飯盛36番地

## 交通アクセス
公共交通機関
- 名鉄名古屋本線 東岡崎駅下車、名鉄バス『香嵐渓バス停』バス停下車（バスの乗車時間は約70分）。
- 名鉄三河線・豊田線 豊田市駅下車、名鉄バス『香嵐渓バス停』バス停下車（バスの乗車時間は約50分）。
- 名鉄三河線 猿投駅下車、とよたおいでんバスさなげ・足助線『香嵐渓』バス停下車（バスの乗車時間は約40分）。
- 愛知環状鉄道・愛知環状鉄道線 四郷駅下車、とよたおいでんバスさなげ・足助線『香嵐渓』バス停下車（バスの乗車時間は約40分）。

自動車
- 東名高速道路名古屋ICから瀬戸長久手道路「長久手IC」下車。猿投グリーンロード「力石IC」より、国道153号（飯田街道）で約20分。
- 東海環状自動車道「豊田勘八IC」下車。国道153号（飯田街道）で約20分。豊田東JCT方面からの場合は「豊田松平IC」で下車して愛知県道39号岡崎足助線（足助街道）を使う方法もある。

※ 近場に観光バスを収容できる大型駐車場もあるが、屋敷のある香嵐渓が紅葉の名所でもあり、秋のシーズンには駐車場までたどり着けないこともある。